# Canon EOS 1000D
Aucun 1100D
Le Canon EOS 1000D (Rebel XS en Amérique du Nord) est un appareil photographique reflex numérique mono-objectif de 10,1 mégapixels sorti en juin 2008.
Sa monture supporte les objectifs EF et EF-S.
Il dispose d'un écran de 2,5 pouces (6,3 cm), d'un processeur d'images DIGIC III et d'un système de nettoyage des poussières du capteur.

## Description

### Boîtier et prise en main
Le EOS 1000D possède un boîtier d’entrée de gamme.
Le capteur n'équivaut pas à un 35 mm. Sa définition est de 10 mégapixels.
La visée se fait par viseur optique ou par écran LCD (mode dit Live View).
Molette de sélection des modes de prise de vue - Flash intégré - Molette principale permettant la modification de paramètres. Touche de contrôle de profondeur de champ.
Trois connecteurs latéraux : TV, dit « vidéo » - télécommande - ordinateur.
Dimensions : 126,1 × 97,5 × 61,9 mm
Poids : Environ 450 g pour le boîtier seul.

### Capteur
Capteur CMOS 10,1 millions de pixels

Format APS-C (1,6×)

Taille du capteur d’image : 22,2 mm × 14,8 mm

Autonettoyage du capteur.

### Processeur d'images
Processeur DIGIC III

### Format des images
- JPEG
- RAW : Pour ce format (« à l'état brut »), l'extension des fichiers est.cr2

L'extension peut être crw pour des APN plus anciens (Canon CRW file format).
Le format RAW est disponible uniquement en mode de sélection : zone de création.

### Sensibilité
Le Canon EOS Rebel XS/1000D a une plage de sensibilité allant de 100 ISO jusqu'à 1600 ISO.

### Rafale
Prise de vues en rafale jusqu’à 3 images par seconde en format JPEG.

 Environ 1,5 image par seconde en format RAW.

### Écran arrière
Écran LCD 2,5 pouces (6,3 cm) avec mode visée par l’écran